# Арциз (станція)
Арци́з — вузлова дільнична залізнична станція 2-го класу Одеської дирекції Одеської залізниці на розгалуженні ліній Одеса-Застава I — Арциз, Арциз — Ізмаїл та Арциз — Березине (вантажний рух) між станціями Гнаденталь (9 км), Березине (35 км) та зупинними пунктами Теплиця (6,9 км) й Давлет-Агач (16 км). Розташована в середмісті Арциза Болградського району Одеської області.
Від станції Арциз відгалужуються лінії на Давлет-Агач (Ізмаїл) та Березине (Басарабяска). Колія, що йшла на Басарабяску 1997 року від станції Березине до кордону з Молдовою була розібраною, таким чином зробивши гілку тупиковою; 22 серпня 2022 відновлено рух вантажних поїздів по відновленій залізниці .
На станції розташоване тепловозне локомотивне депо.

## Історія
Дільницю Басарабяска — Аккерман почали будувати 1913 року за рахунок підприємців, з метою з'єднання залізниці Бессарабії з Одесою. 1913 року на побудованій дільниці відкрили станцію Арциз, а разом з нею й локомотивне депо з майстернями. Швидкість будівництва залізниці також була обумовлена потребою постачання військ Російської імперії на румунський фронт. У 1921 році територію зайняла Румунія, а залізницю перебудовали на європейську колію 1435 мм.
З початком Другої світової війни, у 1940 році, на ці землі прийшла радянська влада, і залізнична колія знову була «перешита» на широку колію 1520 мм. Через війну в рекордний термін від станції Арциз була побудована залізнична лінія до Ізмаїла, відтоді станція є вузловою — єдина в усьому регіоні. 23 серпня 1943 року, при відступі німецьких військ, станція була вщент знищена підірваними вагонами з боєприпасами та пальним.
1999 року, через відсутність вантажопотоку і аварійний стан колії, на ділянці Березине — Басарабяска було демонтовано близько 20 км залізничних колій на території України (Одеська залізниця) і майже 1,5 км — на території Молдови (Молдовська залізниця).
Залізничники України і Молдавії планували розпочати влітку 2016 року реалізовувати проєкт будівництва залізничної ділянки Березине — Басарабяска і розпочати капітальний ремонт колії дільниці Арциз — Березине, але роботи так і не розпочалися через відсутність фінансування. Орієнтовна вартість робіт з української сторони становила 300 млн гривень.
У травні 2017 року було заплановано знайти паритетне фінансування, щоб вкладати не тільки українські бюджетні гроші, а і європейські гранти під цей проєкт.
30 липня 2017 року, під час засідання українсько-молдовської робочої групи з питань транспорту, яке відбулося в Кишиневі, Молдова підтвердила проведення відновлювальних робіт на своїй ділянці протяжністю 2,2 км. Вже складено кошторис попередньої вартості будівництва верхньої будови колії, а також акти по відновленню сегмента перегону Басарабяска — Березине. Крім того, що згідно із поправками до двосторонньої угоди, умови регулювання міжнародних перевезень вантажів між двома країнами на двосторонній і транзитній основі будуть послаблені. Зміни повинні бути остаточно затверджені під час Міжурядової комісії, яка відбудеться у вересні 2017 року в Одесі.

## Пасажирське сполучення
На станції Арциз до російського вторгнення в Україну зупинявся нічний швидкий поїзд «Дунай» сполученням Київ-Пасажирський — Ізмаїл, в складі якого до 12 грудня 2021 року курсував вагон безпересадкового сполучення Київ — Березине та регіональний поїзд «Дунайський експрес» сполученням Одеса — Ізмаїл.
Внаслідок російського вторгнення в Україну і знищення моста в селищі Затока пасажирський рух тимчасово припинено.